# Frank Hansen (veslař)
Frank Hansen (4. srpna 1945, Oslo) je bývalý norský veslař. Na Letních olympijských hrách 1976 v Montrealu získal se svým mladším bratrem Alfem zlatou medaili na dvojskifu. Společně se stali i třikrát mistry světa. Na Letních olympijských hrách 1972 v Mnichově získal na dvojskifu stříbrnou medaili, zde byl jeho partnerem na lodi Svein Thøgersen.